# Ruby Remati
Ruby Remati (14 de agosto de 2002) es una deportista estadounidense que compite en natación sincronizada. 
Participó en los Juegos Olímpicos de París 2024, obteniendo una medalla de plata en la prueba de equipo. Ganó una medalla de bronce en el Campeonato Mundial de Natación de 2023, en la prueba equipo técnico.

## Biografía
Remati nació en Sídney, Australia, pero creció en Andover (Massachusetts). Comenzó a nadar a una edad temprana y descubrió la natación sincronizada a los cinco años. Ella recordó que en la YMCA local, «vi una competencia en la piscina principal y vi todos estos trajes brillantes y a alguien volando en el aire. Me volví hacia mi papá y le dije: 'Quiero hacer eso'. Quiero llevar un traje brillante. Él dice: 'Quieres nadar'. Yo dije: 'No, sólo quiero el traje brillante'. Con el tiempo, comencé a querer hacer la parte de natación».
Remati se unió al club de natación sincronizada ANA en Andover ese mismo año. Fue entrenada por la medallista de los Juegos Panamericanos Leah Pinette y, a los 11 años, formó parte del equipo nacional de Estados Unidos para su grupo de edad. En 2014, fue miembro del equipo que ganó el oro en la categoría 12 y menores en el Campeonato Panamericano de Natación Sincronizada de la UANA. Se mudó a California cuando tenía 14 años para entrenar a tiempo completo en este deporte. Ganó el campeonato nacional de EE. UU. en natación artística individual y artística en 2016 y 2017. Junto con Anita Alvarez, ganó dos medallas de bronce en el Abierto de China 2018.
Remati compitió en los Juegos Panamericanos de 2019 y ganó dos medallas de bronce. Ganó el bronce en el Abierto de Francia de 2020. Fue miembro del equipo de EE. UU. que se perdió por poco la clasificación para los Juegos Olímpicos de Tokio 2020, perdiendo por una fracción de punto. Estados Unidos se clasificó a dúo, siendo Remati suplente en el torneo clasificatorio, aunque no compitió en los Juegos Olímpicos. En 2021, compitió en la Serie Mundial de Natación Artística FINA, quedando cuarta en dos pruebas por equipos y quinta en dúo.
Remati se matriculó en la Universidad Estatal de Ohio en 2022, compitió para el equipo de natación sincronizada y ganó campeonatos nacionales consecutivos siendo un All-American. En 2023, compitió en las pruebas de dúo y por equipos de los Juegos Panamericanos de 2023 y ganó dos medallas de plata. Ayudó al equipo estadounidense a clasificarse para los Juegos Olímpicos de París 2024 y fue seleccionada para competir allí.

## Palmarés internacional
| Juegos Olímpicos   | Juegos Olímpicos | Juegos Olímpicos  | Juegos Olímpicos |
| Año                | Lugar            | Medalla           | Prueba           |
| ------------------ | ---------------- | ----------------- | ---------------- |
| 2024               | París (Francia)  | Medalla de plata  | Equipo           |
| Campeonato Mundial |                  |                   |                  |
| Año                | Lugar            | Medalla           | Prueba           |
| 2023               | Fukuoka (Japón)  | Medalla de bronce | Equipo técnico   |